# Гаррісон-авеню (міст)
Міст Гаррісон-авеню (англ. Harrison Avenue Bridge) — колишній бетонно-мостовий арочний міст, що проходив по вулиці Харрісон-авеню в місті Скрантон, штат Пенсільванія, США.

## Опис та історія
Над трьома прольотами мосту височіла відкрита ребриста арка, а по обидва боки від неї знаходилися ще дві закриті арки. Міст з'єднував два береги струмка Роарінг-брук (притока річки Лакаванна). Південно-західна арка височіла над залізницею Лакаванна-Вайомінг-Веллі (ж / д лінія Лавра), яка в 1964 році була переобладнана в центральну швидкісну автомагістраль Скрантон. Північно-східна арка моста проходила над Делаверському, Лакаваннскую і Західну залізницю, яка в даний час є історичною залізницею і управляється адміністрацією музею Національного історичного місця Стімтаун.
Міст був побудований в 1921—1922 роках під час т. зв. «Ери прогресивізму» завдяки ініціативі об'єднання місцевих жителів. Проект мосту був розроблений нью-йоркським інженером-консультантом Абрахамом Бертоном Коеном, а ходом будівельних робіт безпосередньо керували головний інженер Департаменту громадських робіт Скрантон Вільям А. шунка і його помічник Чарльз Ф. Шредер. У 1988 році Міст Харрісон-авеню був включений до Національного реєстру історичних місць США.
У жовтні 2014 року було розпочато роботи з будівництва нового моста в безпосередній близькості від старого, які були завершені в грудні 2017 року. Старий міст був знесений в червні 2018 року.